# Maartje Paumen
Maartje Yvonne Helene Paumen (Geleen, 19 de septiembre de 1985) es una exjugadora neerlandesa de hockey sobre césped que se desempeñaba como centrocampista.
Paumen fue elegida mejor jugadora del Mundo en dos ocasiones y de forma consecutiva. Es reconocida como una de las mejores jugadoras que dio su país.

## Biografía
Es abiertamente lesbiana y mantuvo una relación con la también jugadora de hockey Carlien Dirkse van den Heuvel.

## Selección nacional
Debutó en las Oranjes en 2004, fue nombrada capitana desde 2011 y se retiró en 2016. Con su seleccionado consiguió ganar la Copa del Mundo en dos ocasiones.

### Participaciones en Copas del Mundo
| Mundial                                                    | Sede         | Resultado   | PJ | Goles |
| ---------------------------------------------------------- | ------------ | ----------- | -- | ----- |
| Campeonato Mundial de Hockey sobre Césped Femenino de 2006 | España       | Campeona    | ?  | 3     |
| Campeonato Mundial de Hockey sobre Césped Femenino de 2010 | Argentina    | Subcampeona | ?  | 12    |
| Campeonato Mundial de Hockey sobre Césped Femenino de 2014 | Países Bajos | Campeona    | ?  | 7     |